# C/1964 N1 Ikeya
C/1964 N1 (Ikeya) è una cometa classificata come cometa non periodica, in effetti è una cometa a lungo periodo, ben 391 anni.
La sua particolarità più interessante è che in passato è stata ritenuta il corpo progenitore dello sciame meteorico delle Epsilon Geminidi.